# Quinin
Quinine (phiên âm tiếng Việt: ký ninh) là một loại thuốc dùng để điều trị sốt rét và bệnh babesiosis. Các tác dụng này cũng bao gồm điều trị cả sốt rét do Plasmodium falciparum có khả năng kháng chloroquine khi thuốc artesunate không có sẵn. Dù có thể sử dụng cho hội chứng bồn chồn chân, điều này không được khuyến cáo do cách sử dụng này do nguy cơ tác dụng phụ. Thuốc có thể được đưa vào cơ thể qua đường miệng hoặc sử dụng tiêm tĩnh mạch. Tình trạng sốt rét kháng quinine xảy ra ở một số khu vực nhất định trên thế giới. Quinine cũng là thành phần trong nước tonic, mang lại vị đắng của nó.
Tác dụng phụ thường gặp bao gồm nhức đầu, ù tai, gặp khó khăn về thị lực và đổ mồ hôi. Các tác dụng phụ nghiêm trọng hơn bao gồm điếc, tiểu cầu trong máu thấp và nhịp tim không đều. Sử dụng thuốc cũng có thể làm cho dễ bị cháy nắng hơn. Mặc dù không rõ liệu sử dụng trong khi mang thai có gây hại cho em bé hay không, sử dụng chúng để điều trị bệnh sốt rét trong thai kỳ vẫn được khuyến cáo. Quinine là một alkaloid, một hợp chất hóa học tự nhiên. Cơ chế hoạt động của thuốc lại không hoàn toàn rõ ràng.
Quinine lần đầu tiên được phân lập vào năm 1820 từ vỏ cây cinchona. Chất chiết xuất từ vỏ cây đã được sử dụng để điều trị bệnh sốt rét từ ít nhất là năm 1632. Nó nằm trong danh sách các thuốc thiết yếu của Tổ chức Y tế Thế giới, tức là nhóm các loại thuốc hiệu quả và an toàn nhất cần thiết trong một hệ thống y tế. Giá bán buôn ở các nước đang phát triển là khoảng 1,70 đôla Mỹ đến 3,40 đôla Mỹ cho mỗi đợt điều trị. Tại Hoa Kỳ, một đợt điều trị có giá hơn 200 đô la.